# Ceteră

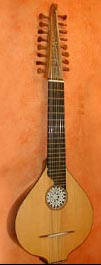
Ceteră

Cetera este un instrument muzical cu coarde, de origine corsicană. Cetera este o varietate de cistră⁠(en)[traduceți] și a fost utilizat mai ales de clasele simple din Europa în secolul al XVIII-lea. Instrumentul este format dintr-o cutie de rezonanță, pe care sunt întinse patru coarde, care vibrează atunci când sunt atinse cu arcușul sau când sunt ciupite.